# Средний Сантимир
Средний Сантимир (тат. Урта Исәнтимер) — село в Новомалыклинском районе Ульяновской области. Административный центр Среднесантимирского сельского поселения.

## География
Расположено в 13 км к северу-востоку от райцентра Новая Малыкла.

## История
Основано в конце XVII века переселенцами из Казанского уезда. Селение расположилось по обеим сторонам степной речки Сантимир. Вначале на реке Черемшан была основана деревня Старой Сентемир (ныне Старый Сантимир), позже была основана деревня Новый Сантимир (переименован в Верхний Сентемир), а затем рядом образовались ещё два небольших посёлка Средний и Нижний Сентемир. Лучшими землями, расположенными близ села, владел князь Дадиани (ближайший соратник царя). Жителям четырёх Сентемиров была отведена узкая полоска земли, растянутая вдоль оврага на 20 километров.
В феврале 1774 года состоялась битва между отрядами местных пугачёвцев и царскими войсками. Отряд повстанцев (около 700 человек) был разбит, 40 человек взято в плен, а поселения царские каратели сожгли.
В 1780 году, при создании Симбирского наместничества, существовали две деревни: деревня Новой Сентемир, при речке Сентемире, ясашных татар, служилых татар, и деревня Старой Сентемир, при реке Черемшане и устье речки Сентемира, ясашных татар. Со временем здесь основались ещё две деревни Средний Сентемир и Нижний Сентемир.
В 1859 году Новый Сентемир (Верхний), Средний Сентемир, Нижний Сентемир и Старый Сентемир входили в 1-й стан Ставропольского уезда Самарской губернии.
В 1889 году деревни входили в Старобесовскую волость, в каждой деревне была мечеть.
В 1900 году в деревнях Верхний, Средний и Нижний Сентемир были мечети, татарские школы и ветряная мельница.
Государственное здание начальной школы было построено в 1926 году, называлась она образцовой начальной школой. Здание стояло в центре села. В связи введением в стране обязательного семилетнего образования, в 1933 году был открыт пятый класс, начальная школа была реорганизована в семилетнюю. В 1935—1936 учебном году семилетка выпустила первых выпускников. В 1957 году было построено двухэтажное деревянное здание школы, а в 1958 семилетняя школа была преобразована в среднюю. 11 января 1988 года коллектив школы перешел в новое кирпичное двухэтажное здание со спортивным залом, учебными мастерскими и столовой.

## Население
| 1859 | 1889  | 1897  | 1910  | 2010  |
| ---- | ----- | ----- | ----- | ----- |
| 1148 | ↗1622 | ↗1726 | ↗2179 | ↘1027 |

Татары (99 %).

## Инфраструктура
СХПК «Путь Ленина», школа, дом культуры, библиотека, мельница, медпункт, детский сад, отделение связи, общественный краеведческий музей. Народный театр. 24 ноября 2019 года открылся новый сельский дом культуры.

## Религия
Мечеть
- Мечеть

## Достопримечательности
- Выпускник Среднесантимирской школы Эмиль Калимуллов героически погиб на Афганской войне. 9 мая 2014 года на здании школы, где учился Эмиль, установлена памятная мемориальная доска.
- В 1984 году был создан драматический кружок при Среднесантимирском сельском Доме культуры «Мечта». В репертуаре коллектива классика татарской драматургии и современных авторов. Коллектив завоевал признательность аудиторий далеко за пределами района. В 1989 году театральному коллективу было присвоено почетное звание «Народный самодеятельный коллектив».
- Детский фольклорный ансамбль «Айгель» и вокальный ансамбль «Весенние мелодии» являются лауреатами и дипломантами многочисленных Международных, областных и районных фестивалей и конкурсов. Ансамбль «Айгель» награжден специальным призом «Серебряные лебеди» международного фестиваля фольклорного искусства «Содружество» в г. Уфе (1994).
- Вблизи села находится археологический памятник — поселения срубной и булгарской культур.
- На расстоянии от 1 до 2 км от села — 6 селищ медно-бронзового века, именьковской и булгарской культур.